# Namegata, Ibaraki
Namegata (行方市 Namegata-shi) là một thành phố thuộc tỉnh Ibaraki, Nhật Bản.